# Mami (canción)
«Mami» es una canción grabada por la cantante rumana Alexandra Stan para su cuarto álbum de estudio del mismo nombre (2018), lanzada de manera independiente como el tercer sencillo el 4 de abril de 2018. Fue escrita por Stan y Katie DiCicco, mientras que DiCicco y Simon Says se encargaron de la producción. «Mami» es una pista trilingüe, que explora la feminidad. Un video musical para la canción fue filmado por Bogdan Paun y subido al canal oficial de Stan en YouTube el 14 de febrero de 2018. Inspirado en la cultura mexicana, el videoclip presenta el idealismo machista de una «chica latina de al lado» que sueña despierta con su interés amoroso.

## Composición
«Mami» fue escrita por Stan y Katie DiCicco, mientras que DiCicco y el productor angelino Simon Says se encargaron de la producción. Serge Courtois manejó la mezcla y masterización de la pista. Se estrenó de manera independiente como el tercer sencillo de su cuarto álbum de estudio del mismo nombre (2018) el 4 de abril de 2018 en Japón. Si bien la canción está escrita en inglés, contiene un par de líneas en francés y español. Durante el estribillo, Stan repite la frase: «I love it when you call me Mami / I love it when you call me Mami / I love it when you call me Mami / 'Cause you shake me like a Tsunami», insinuando su deseo de ser llamada «mami». Valentin Malfroy, del sitio web francés Aficia, pensó que las voces de la cantante eran «sensuales». Con respecto al mensaje de la canción, la artista comentó: «Yo soy "Mami", soy amor, me siento como la madre de todos los niños que buscan atención y amor, me siento realizada y feliz con mi feminidad». Durante un artículo en su sitio web, Stan dedicó «Mami» a «todas las mujeres increíbles que son fuertes y poderosas, que no se olvidan de amarse a sí mismas y amar a los demás [y] a todos los hombres que respetan a las mujeres en general [...]».

## Video musical
| «Bueno, cuando digo "Mami", mi primer pensamiento es sobre una mujer latina. Quería algo colorido, caliente y tengo que ser sincera, me gusta mucho la comida mexicana»——Stan hablando acerca de elegir a México como su inspiración para el video musical. |

Un video musical de acompañamiento para la canción fue subido al canal oficial de Stan en YouTube el 14 de febrero de 2018. Fue filmado por Bogdan Paun, de la compañía NGM Creative, en Rumania, mientras que Alexandru Mureșan se desempeñó como el director de fotografía. Ovidiu Buță, Ely Adam, Alexandra Craescu y Claudiu Alex Sarghe se encargaron de los estilos, asistencia, maquillaje y los peinados, respectivamente. El peinado de Stan fue inspirado en la juventud de su madre.
Un editor de Antena 1 escribió que Stan interpreta a una «encantadora y sensual latina cocinando. Luego se la ve soñando despierta con su papi». También señaló «movimientos sensuales y coloridos, con su ambiente latino». Jonathan Currinn, del sitio web CelebMix, señaló elementos de comedia en el video y escribió: «La mente de Stan vaga mientras ella cocina, imaginando a su amante con ella. Juntos, interpretan algunos movimientos de baile y algunas escenas sexuales provocativas que se vuelven cómicas cuando su mente vuelve a la realidad». Stan comentó que el videoclip está inspirado en la cultura mexicana; una idea que formó con su equipo. Explicó además que quería mostrar su amor por la cocina, así como su deseo de retratar a una «chica de al lado». Malfroy, de Aficia, escribió que Stan interpreta a una femme fatale. Antes del lanzamiento del video, Stan recibió críticas por parte de sus fanáticos por aumentar de peso y por tener, supuestamente, implantes mamarios.

## Formatos
| Descarga digital |        |          |  |
| N.º              | Título | Duración |  |
| 1.               | «Mami» | 3:32     |  |

## Personal
Créditos adaptados de Antena 1.
| Créditos de composición y técnicos - Alexandra Stan – voz principal, compositora - Katie DiCicco – compositora - Serge Courtois – mezcla, masterización - Simon Says – productor | Créditos visuales - Bogdan Păun – director - Alexandru Mureșan – director de fotografía - Ovidiu Buță – estilos - Ely Adam – asistente - Alexandra Crăescu – maquillaje - Claudiu Alex Sarghe – peinados |

## Historial de lanzamiento
| Región | Fecha               | Formato(s)       | Discográfica   |
| ------ | ------------------- | ---------------- | -------------- |
| Japón  | 4 de abril de 2018  | Descarga digital | Alexandra Stan |
| Italia | 15 de junio de 2018 | Descarga digital | CDF            |